# 자장가 (1958년 영화)
"자장가"는 한국에서 제작된 하한수 감독의 1958년 영화이다. 황해 등이 주연으로 출연하였고 최일 등이 제작에 참여하였다.

## 출연

### 주연
- 황해
- 전옥
- 이예춘

## 기타
- 조명: 이병준
- 녹음: 이경순
- 미술: 홍성칠